# Facundo Silva
Facundo Ezequiel Silva (n. La Plata, Provincia de Buenos Aires, Argentina; 19 de enero de 1989) es un futbolista argentino. Juega de volante y actualmente se encuentra sin equipo.

## Carrera

### Arsenal
Silva comenzó jugando en Arsenal y debutó el 21 de junio de 2009 en la derrota por 3-0 frente a Huracán. Ingresó a los 33 minutos del segundo tiempo por Sergio Sena.
Su primer gol llegó meses después, precisamente el 23 de noviembre de 2009. Ingresó a los 33 minutos del segundo tiempo por Facundo Pérez Castro y, tres minutos más tarde, convirtió lo que sería el empate final (1-1) frente a Argentinos Juniors.

### Defensa y Justicia
En 2011, Silva se convierte en refuerzo de Defensa y Justicia, equipo que militaba en la Primera B Nacional. Su debut ocurrió el 21 de agosto en la derrota por 3 a 2 contra Patronato. El futbolista platense comenzó de titular, pero fue reemplazado a los 23 minutos del segundo tiempo por Gonzalo Bustamante.
Convirtió su primer gol con la camiseta del Halcón el 29 de noviembre, en la derrota 4-2 frente a Tigre por Copa Argentina. Marcó el 1-0 para el conjunto de Florencio Varela.

### San Jorge de Tucumán
Tras 2 temporadas en Defensa y Justicia, el volante es nuevo jugador de San Jorge de Tucumán, equipo del Torneo Federal A en 2014. Debutó el 9 de febrero en la derrota 2-0 frente a Juventud Antoniana. En el Expreso tuvo una gran campaña, convirtiendo 7 goles en 13 partidos.

### San Martín de Tucumán
Su gran paso en el equipo tucumano hicieron que, San Martín, uno de los equipos más importantes de la provincia, se hiciera con sus servicios. En el Santo debutó el 19 de septiembre de 2014 en el empate 0-0 frente a Gimnasia y Tiro. Ingresó a los 13 minutos del segundo tiempo por Gonzalo Rodríguez.
El 15 de octubre del mismo año convirtió su primer gol en la institución tucumana. Ocurrió en lo que sería goleada por 7-0 sobre Unión Aconquija, luego de ingresar a los 25 minutos del segundo tiempo por Fabricio Lenci.

### Central Córdoba de Santiago del Estero
En 2015, Facundo Silva se convierte en nuevo jugador de Central Córdoba de Santiago del Estero, participante de la Primera B Nacional. Debutó el 22 de febrero en el empate a 1 entre el Ferroviario y Atlético Tucumán, ingresando a los 23 minutos del segundo tiempo por Matías García.
Su primer gol con la camiseta blanquinegra sucedió el 6 de mayo en el empate a 2 frente a Estudiantes de San Luis. Anotó el 2-0 parcial.

### Godoy Cruz
Su buen rendimiento en la Primera B Nacional captó la atención de Godoy Cruz, equipo de la Primera División, que lo fichó al mediocampista bonaerense. Su debut ocurrió el 26 de febrero de 2016 e ingresó por Gabriel Carabajal a los 22 minutos del segundo tiempo, en lo que sería victoria por 3-2 frente a Banfield.
Curiosamente, su primer gol con la camiseta del Tomba sucedió, también, contra Banfield. Esta vez, por Copa Argentina el 7 de agosto.

### Colón
Facundo Silva se convirtió, en 2017, nuevo jugador de Colón. Debutó el 8 de septiembre en la victoria por 1-0 ante el club que lo vio debutar, Arsenal. Ingresó por Diego Morales a los 15 minutos del primer tiempo.

### Los Andes
Silva no tuvo el rendimiento esperado en Colón, por lo tanto se convirtió en refuerzo de Los Andes, de la Primera B Nacional. Debutó el 1 de febrero de 2019 como titular en el empate 2-2 entre el Milrayitas y Gimnasia y Esgrima de Mendoza. Con el club de Lomas de Zamora sufrió el descenso a la Primera B, tercera categoría del fútbol argentino.

### Instituto
Luego del descenso, Silva permaneció en la segunda categoría, tras firmar con Instituto. Debutó en la Gloria el 17 de agosto en la derrota 2-0 ante Villa Dálmine, ingresando a los 26 minutos del segundo tiempo por Rodrigo Garro.
El 24 de noviembre de 2019 convirtió su primer gol con la camiseta de Instituto. Fue frente a San Martín de Tucumán, equipo donde el Monito jugó. Convirtió el 1-0 parcial, pero el encuentro finalizó 1-1.

### Olimpo
Si bien tuvo una interesante cantidad de partidos jugados en Instituto, Silva se decidió en 2020 por Olimpo, del Torneo Federal A. Debutó el 4 de diciembre en el empate a 0 frente a Sansinena.

### Quilmes
En julio de 2021 rescinde su contrato con Olimpo para transformarse en jugador de Quilmes, de la Primera Nacional. Durante el campeonato de la Primera Nacional 2022 sufre una lesión en su rodilla izquierda que derivó en una doble operación de la misma. Al finalizar el torneo, el club decide no renovar su contrato que vencía en diciembre de ese año.

## Estadísticas

### Clubes
- Actualizado hasta el 14 de enero de 2024.

| Arsenal Argentina | 1.ª                 | 2008-09             | 2   | 0  | - | - | - | - | 2   | 0  | 0,00 |
| Arsenal Argentina | 1.ª                 | 2009-10             | 9   | 1  | - | - | - | - | 9   | 1  | 0,11 |
| Arsenal Argentina | 1.ª                 | 2010-11             | 5   | 0  | - | - | - | - | 5   | 0  | 0,00 |
| Arsenal Argentina | Total club          | Total club          | 16  | 1  | - | - | - | - | 16  | 1  | 0,06 |
| Defensa y Justicia Argentina | 2.ª                 | 2011-12             | 17  | 0  | 1 | 1 | - | - | 18  | 1  | 0,05 |
| Defensa y Justicia Argentina | 2.ª                 | 2012-13             | 3   | 0  | 1 | 0 | - | - | 4   | 0  | 0,00 |
| Defensa y Justicia Argentina | 2.ª                 | 2013-14             | 0   | 0  | 0 | 0 | - | - | 0   | 0  | 0,00 |
| Defensa y Justicia Argentina | Total club          | Total club          | 20  | 0  | 2 | 1 | - | - | 22  | 1  | 0,04 |
| San Jorge Argentina | 3.ª                 | 2013-14             | 13  | 7  | 0 | 0 | - | - | 13  | 7  | 0,53 |
| San Jorge Argentina | Total club          | Total club          | 13  | 7  | 0 | 0 | - | - | 13  | 7  | 0,53 |
| San Martín (T) Argentina | 3.ª                 | 2014                | 8   | 1  | 2 | 2 | - | - | 10  | 3  | 0,30 |
| San Martín (T) Argentina | Total club          | Total club          | 8   | 1  | 2 | 2 | - | - | 10  | 3  | 0,30 |
| Central Córdoba (SdE) Argentina | 2.ª                 | 2015                | 32  | 2  | 0 | 0 | - | - | 32  | 2  | 0,06 |
| Central Córdoba (SdE) Argentina | Total club          | Total club          | 32  | 2  | 0 | 0 | - | - | 32  | 2  | 0,06 |
| Godoy Cruz Argentina | 1.ª                 | 2016                | 12  | 0  | 0 | 0 | - | - | 12  | 0  | 0,00 |
| Godoy Cruz Argentina | 1.ª                 | 2016-17             | 18  | 0  | 3 | 1 | 3 | 0 | 24  | 1  | 0,04 |
| Godoy Cruz Argentina | 1.ª                 | 2018-19             | 0   | 0  | 0 | 0 | - | - | 0   | 0  | 0,00 |
| Godoy Cruz Argentina | Total club          | Total club          | 30  | 0  | 3 | 1 | 3 | 0 | 36  | 1  | 0,02 |
| Colón Argentina | 1.ª                 | 2017-18             | 8   | 0  | 0 | 0 | 1 | 0 | 9   | 0  | 0,00 |
| Colón Argentina | Total club          | Total club          | 8   | 0  | 0 | 0 | 1 | 0 | 9   | 0  | 0,00 |
| Los Andes Argentina | 2.ª                 | 2018-19             | 7   | 0  | - | - | - | - | 7   | 0  | 0,00 |
| Los Andes Argentina | Total club          | Total club          | 7   | 0  | - | - | - | - | 7   | 0  | 0,00 |
| Instituto Argentina | 2.ª                 | 2019-20             | 15  | 3  | 1 | 0 | - | - | 16  | 3  | 0,18 |
| Instituto Argentina | Total club          | Total club          | 15  | 3  | 1 | 0 | - | - | 16  | 3  | 0,18 |
| Olimpo Argentina | 3.ª                 | 2020                | 4   | 0  | - | - | - | - | 4   | 0  | 0,00 |
| Olimpo Argentina | 3.ª                 | 2021                | 4   | 0  | - | - | - | - | 4   | 0  | 0,00 |
| Olimpo Argentina | Total club          | Total club          | 8   | 0  | - | - | - | - | 8   | 0  | 0,00 |
| Quilmes Argentina | 2.ª                 | 2021                | 13  | 1  | - | - | - | - | 13  | 1  | 0,07 |
| Quilmes Argentina | 2.ª                 | 2022                | 0   | 0  | 0 | 0 | - | - | 0   | 0  | 0,00 |
| Quilmes Argentina | Total club          | Total club          | 13  | 1  | - | - | - | - | 13  | 1  | 0,07 |
| Total en su carrera | Total en su carrera | Total en su carrera | 170 | 15 | 8 | 4 | 4 | 0 | 182 | 19 | 0,10 |
| (1) Las copas nacionales se refiere a la Copa Argentina. (2) Las copas internacionales se refiere a la Copa Libertadores y a la Copa Sudamericana. (3) Media de goles por encuentro. No incluye goles en partidos amistosos. |                     |                     |     |    |   |   |   |   |     |    |      |